# Джонсон, Джерри
Джерри Джамар Джонсон (род. 23 апреля 1982, Ланкастер, штат Пенсильвания, США) — американский и казахстанский баскетболист, игравший на позиции разыгрывающего защитника.

## Карьера
В 2011 году переехал в Астану, где стал выступать за клуб из ВТБ. В составе «Астаны» стал четырёхкратным чемпионом Казахстана (2012, 2013, 2014, 2015).
С 2012 года привлекается в сборную Казахстана.